# Rafael Bondi
Renato Rafael Bondi (São João de Meriti, 20 marzo 1981) è un ex calciatore brasiliano, di ruolo centrocampista.

## Carriera

### Inizi
Nato in Brasile, fa i suoi primi passi nel mondo del calcio con le maglie di Londrina, Atlético Paranaense e Juan Aurich.

### L'arrivo in Italia e l'esordio in Serie A
Nel 2002 viene acquistato dalla Salernitana in Serie B. La stagione lo vede spesso come riserva, collezionando appena sette presenze. I tre anni successivi li trascorre in Serie C tra Cavese e Teramo dove resta per una stagione e mezzo, mettendosi in luce come centrocampista.
Così nell'inverno del 2005 passa in prestito con diritto di riscatto al Messina in Serie A dove i tifosi peloritani gli affibbiarono con affetto il soprannome di ‘Bondi-gol’.  Esordisce in massima serie alla ventiduesima giornata contro il Cagliari, finita 1 a 0 per i siciliani.

### Arezzo, Perugia e il ritorno in Serie B
Terminato il prestito, rientra al Teramo, per poi essere acquistato a titolo definitivo dall'Arezzo.
Dopo tre stagioni con i toscani, nel 2009 viene acquistato dal Perugia firmando un biennale. Si rivelerà un pilastro per gli umbri, scendendo quasi sempre in campo e mettendosi in mostra andando in doppia cifra con 10 realizzazioni.
L'anno dopo firma con il Grosseto, riassaporando i campi della Serie B. In Maremma colleziona 8 presenze. Durante il calciomercato invernale rescinde con i biancorossi per passare all'Alessandria.
Nella sessione del calciomercato estivo passa al Sorrento, dove ritrova come allenatore Maurizio Sarri, che lo aveva già allenato nella precedente esperienza all'Alessandria; rescisso il contratto coi campani nel 2013, si accasò all'Ancona, in Serie D, con cui ottiene la promozione in LegaPro dopo un solo anno, risultando determinante con svariate reti. 
Tra le prestazioni più brillanti nel capoluogo marchigiano, si nota una doppietta nella gara casalinga contro il Fano, decisiva per la vittoria raggiunta con una incredibile rimonta nei minuti finali (risultato finale: 2-1).
In ragione di queste prestazioni, diviene anche capitano della squadra dorica.
Il 1º luglio 2015 scende di categoria e firma con il Matelica; il 15 dicembre seguente lascia il club marchigiano.
Dal luglio 2017 è un calciatore dell'US Pergolese, club di Pergola, piccola cittadina marchigiana in provincia di Pesaro e Urbino. La squadra milita nel campionato di Eccellenza.

## Statistiche

### Presenze e reti nei club
Statistiche aggiornate al 6 gennaio 2015.
| Stagione        | Squadra         | Campionato      | Campionato | Campionato | Coppe nazionali | Coppe nazionali | Coppe nazionali | Coppe europee | Coppe europee | Coppe europee | Altre coppe | Altre coppe | Altre coppe | Totale | Totale |
| Stagione        | Squadra         | Comp            | Pres       | Reti       | Comp            | Pres            | Reti            | Comp          | Pres          | Reti          | Comp        | Pres        | Reti        | Pres   | Reti   |
| --------------- | --------------- | --------------- | ---------- | ---------- | --------------- | --------------- | --------------- | ------------- | ------------- | ------------- | ----------- | ----------- | ----------- | ------ | ------ |
| 2010-gen. 2011  | Grosseto        | B               | 8          | 0          | CI              | 0               | 0               | -             | -             | -             | -           | -           | -           | 8      | 0      |
| gen.-giu. 2011  | Alessandria     | 1D              | 16+2       | 1          | CI+CI-LP        | -               | -               | -             | -             | -             | -           | -           | -           | 18     | 1      |
| 2011-2012       | Sorrento        | 1D              | 23+2       | 0          | CI+CI-LP        | 2+0             | 0               | -             | -             | -             | -           | -           | -           | 27     | 0      |
| 2013-2014       | Ancona          | D               | 31         | 11         | CI-D            | 2               | 0               | -             | -             | -             | -           | -           | -           | 33     | 11     |
| 2014-2015       | Ancona          | LP              | 16         | 1          | CI-LP           | 2               | 0               | -             | -             | -             | -           | -           | -           | 18     | 1      |
| Totale Ancona   | Totale Ancona   | Totale Ancona   | 47         | 12         |                 | 4               | 0               |               | -             | -             |             | -           | -           | 51     | 12     |
| Totale carriera | Totale carriera | Totale carriera | 94+4       | 13         |                 | 6               | 0               |               | -             | -             |             | -           | -           | 104    | 13     |

## Palmarès

### Club

#### Competizioni nazionali
- Campionato brasiliano: 1

Atletico Paranaense: 2001
- Serie D: 1

Ancona: 2013-2014

#### Competizioni regionali
- Campionato Paranaense: 2

Atletico Paranaense: 2000, 2001